# A létező
A filozófiában a létező problémájának a kérdése a metafizika problémakörébe tartozik.
A 'létező' kérdésével való foglalkozást két igen korán megfogalmazott filozófiai felismerés tette szükségessé:
- Nem minden létezik (a szó valódi értelmében), ami az érzékszervek számára megjelenik. Továbbá nem minden létező jelenik meg az érzékszerveink számára.

- A dolgok valódi természete nem jelenik meg érzékszerveink számára. A gondolkodásnak erőfeszítéseket kell tennie, hogy felismerje a dolgok valódi természetét.

A létezésre irányuló kérdés nyelvi eredetű. Vegyük a következő két állítást:
1. Én vagyok.
2. Én nő vagyok.

A létige (lenni) mindkét mondatban más-más szerepet tölt be. Az első mondatban az alany létezését fejezi ki, a második mondatban az alanyt és a névszói állítmányt kapcsolja össze. Filozófiai nyelvben, a kétféle használatot egzisztenciális és kopulatív létigéknek nevezzük. E különbséget elsőként Arisztotelész ismerte fel.

## Lásd még
- Ontológia
- Arisztotelész metafizikája
- Analogia entis

### Külső hivatkozások
- Rudolf Carnap: A metafizika kiküszöbölése a nyelv logikai elemzésén keresztül
- A létezők és a posztmodern technikai társadalom közötti kommunikáció ontológiai paradoxona
- Tábor Béla; Logosz és Daimón